# John McNally

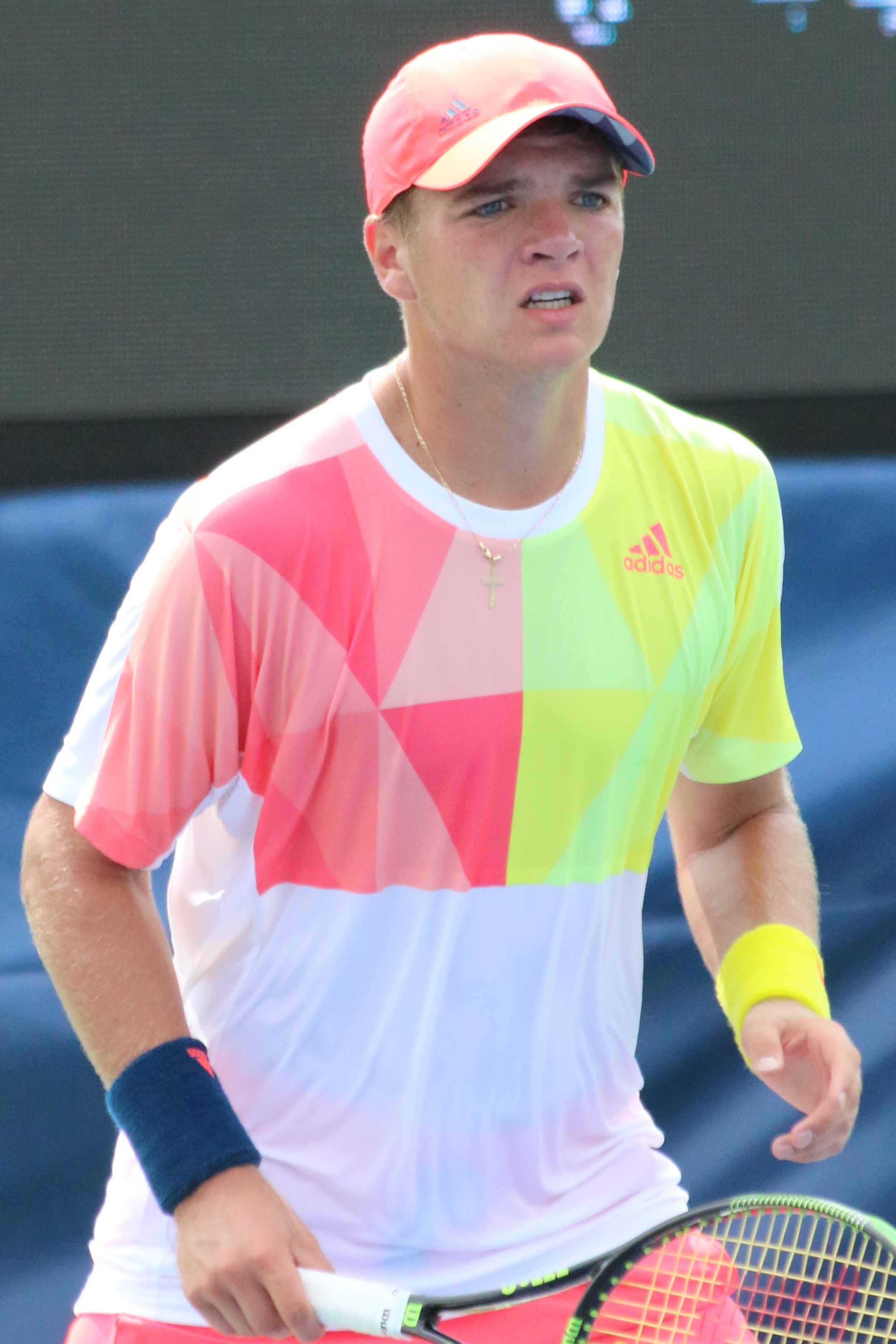
John McNally
em 2016.

John McNally (nascido em 18 de outubro de 1998) foi um jogador de tênis júnior norte-americano. Alcançou a 14ª posição no ranking júnior, em 30 de maio de 2016. Fez sua estreia na chave principal de um tornio de Grand Slam no US Open de 2016, na competição de duplas com Jeffrey John Wolf. Em 13 de novembro de 2022 ele anunciou que estava se retirando do circuito.